# Spitsbergen (eiland)

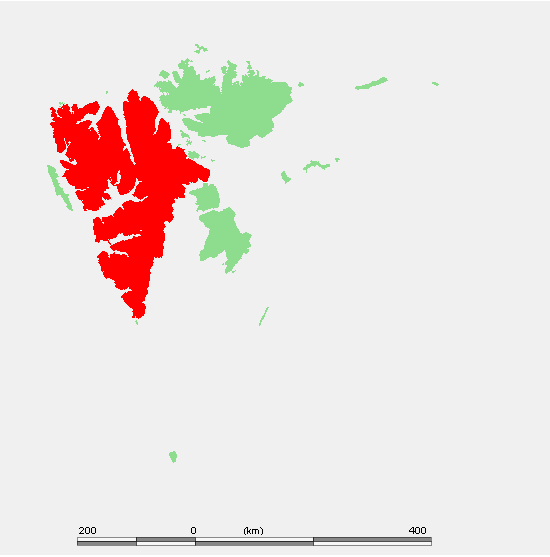
Eiland Spitsbergen in Spitsbergen

Spitsbergen, in het verleden aangeduid als West-Spitsbergen, is een van de eilanden die samen de archipel Spitsbergen (Noors: Svalbard) vormen. Het eiland, gelegen in de Noordelijke IJszee, is iets kleiner dan Nederland. Circa 95 % van de oppervlakte is bedekt met sneeuw en ijs. Ten oosten van het eiland Spitsbergen liggen de eilanden Nordaustlandet, Barentszeiland en Edgeøya.
Het eiland wordt van de andere eilanden afgescheiden door de Straat Hinlopen in het noordoosten, fjord Ginevrabotnen en Storfjorden in het zuidoosten en zeestraat Forlandsundet in het westen.

## Bevolking
De bevolking van het eiland bestaat voornamelijk uit Noren en Russen, die werkzaam zijn in de mijnbouw of in de toeristische sector.
Plaatsen op het eiland Spitsbergen zijn:
- Barentszburg
- Longyearbyen. In een berg in de buurt van deze plaats bevindt zich de wereldzaadbank.
- Ny-Ålesund
- Pyramiden (sinds 2000 verlaten)
- Sveagruva

Er bevindt zich op Spitsbergen ook een raketlanceerbasis, SvalRak genaamd.

## Klimaatopwarming
Spitsbergen warmt door het gesmolten zee-ijs veel sneller op dan de rest van de aarde. In de periode 1971-2020 is op Spitsbergen de gemiddelde jaarlijkse temperatuur zo’n 4 graden Celsius gestegen, en de gemiddelde temperatuur ’s winters zo’n 7 graden.

## Deelgebieden
Op het eiland Spitsbergen bevinden zich meerdere schiereilanden en/of landstreken.
- Albert I-land
- Andréeland
- Bünsowland
- Dicksonland
- Haakon VII-land
- Heerland
- James I-land
- Nathorstland
- Nieuw-Friesland (Ny-Friesland)
- Nordenskiöldland
- Olav V-land
- Oscar II-land
- Sabineland
- Sørkappland
- Torellland
- Wedel Jarlsbergland

## Zie ook

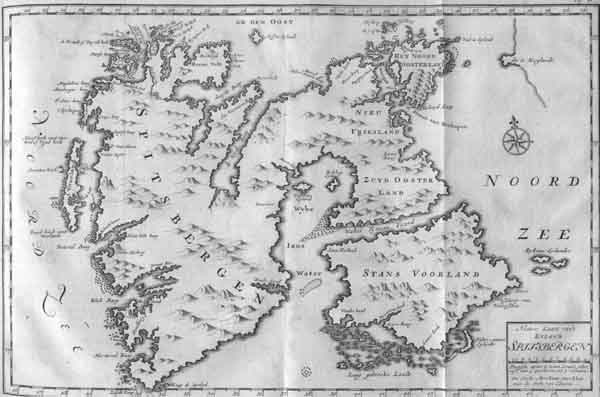
Kaart Spitsbergen uit 1720